# NGC 5154
NGC 5154 é uma galáxia espiral (Sc) localizada na direcção da constelação de Canes Venatici. Possui uma declinação de +36° 00' 38" e uma ascensão recta de 13 horas, 26 minutos e 28,6 segundos.
A galáxia NGC 5154 foi descoberta em 1 de Maio de 1785 por William Herschel.